# Shania Twain
Shania Twain, rozená Eilleen Regina Edwards [ʃəˈnaɪə 'tweɪn]IPA OC (* 28. srpna 1965, Windsor, Ontario, Kanada) je kanadská country a popová zpěvačka.

## Dětství
Její rodiče, otec Clarence Edwards a matka Sharon (rozená Morrisonová), se rozvedli, když jí byly dva roky. Matka se s ní a s její sestrou Jill po rozvodu odstěhovala do města Timmins, které se nachází na severovýchodě kanadského Ontaria, kde se provdala za Jerry Twaina (původem Ojibwa). Její nový otec, Jerry Twain, děvčata adoptoval, a tak bylo jejich příjmení změněno na Twain. Rodiče zahynuli při autonehodě, když jí bylo 22 let.

## Manželství
Z prvního manželství s hudebním producentem Robertem Johnem "Mutt" Langem má syna Eja ("Asia") D'Angela, který se narodil 12.8. 2001.
15. května 2008 se rozešla se svým mužem a den na to se dozvěděla o jeho nevěře se svou nejlepší kamarádkou Marie-Anne Thiebaud. Rozvedla se 9. června 2010. Shodou okolností jí v té době byl nejlepším přítelem a oporou bývalý manžel její nejlepší kamarádky, která jí „ukradla“ manžela, Frederic Thiebaud. Toho si vzala 1. ledna 2011 na romantické pláži v Rincónu v Portoriku. Frederic Thiebaud je manažerem společnosti Nestlé.
Shania praktikuje Sant Mat, což jsou každodenní meditace, a vegetariánství.

## Autobiografie
V současnosti[kdy?] napsala autobiografii: Shania Twain - From This Moment On.
Je velice dobře hodnocena, a Oprah ji pozvala do své show, aby o svém osobním životě i této knize mluvila. Píše zde o dospívání, její nevlastní otec byl skvělým rodičem, velice se dětem věnoval a hodně se spolu nasmáli.

## Současnost
V současnosti[kdy?] patří mezi nejpopulárnější zpěvačky country i popové hudby, především v USA, Kanadě, Velké Británii a Austrálii. Její nejúspěšnější deskou se stalo album Come on Over z roku 1997, kterým se stala jednou z nejprodávanějších sólových zpěvaček historie. Pravidelně se také umisťuje v anketách o nejpřitažlivější ženu planety.

## Diskografie

### Alba
- 1993 Shania Twain
- 1995 The Woman in Me
- 1997 Come On Over
- 2002 Up!
- 2017 Now
- 2023 Queen of Me

### Singly
- 1993 Dance With the One That Brought You
- 1993 What Made You Say That
- 1993 You Lay a Whole Lot Of Love On Me
- 1995 Whose Bed Have Your Boots Been Under
- 1995 The Woman in Me (Needs the Man in You)
- 1995 Any Man of Mine
- 1995 If It Don't Take Two
- 1995 You Win My Love
- 1995 No One Needs to Know
- 1995 Home Ain't Where His Heart Is (Anymore)
- 1995 (If You're Not In It For Love) I'm Outta Here!
- 1996 God Bless The Child
- 1998 Love Gets Me Every Time
- 1998 Don't Be Stupid (You Know I Love You)
- 1998 Honey, I'm Home
- 1998 You're Still The One
- 1998 From This Moment On
- 1998 When
- 1998 Black Eyes, Blue Tears
- 1998 That Don't Impress Me Much
- 1998 Man! I Feel Like A Woman!
- 1998 You've Got A Way
- 1998 Come On Over
- 1998 Rock This Country!
- 1998 I'm Holdin On to Love (To Save My Life)
- 2002 I'm Gonna Getcha Good!
- 2002 Ka-Ching!
- 2002 Forever And For Always
- 2002 Thank You Baby (For Makin' Someday Come So Soon)
- 2002 When You Kiss Me
- 2002 Up!
- 2002 It Only Hurts When I'm Breathing (promo)
- 2002 She's Not Just a Pretty Face (promo)
- 2004 Party for Two
- 2005 Don't
- 2005 I Ain't No Quitter
- 2006 Shoes